# Hipótesis del mundo de HAP

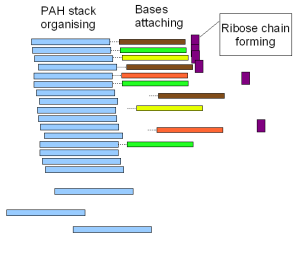
Ensamblaje de un apilamiento de HAPs.
Leyenda:
- PAH stack organising: organización de apilamentos de HAP.
- Bases attaching: unión de bases.
- Ribose chain forming: formación de la cadena de ribosa

La hipótesis del mundo de HAP sobre el origen de la vida propone que la aparición de hidrocarburos aromáticos policíclicos fue el paso intermedio que creó las nucleobases del pre-mundo de ARN para el origen de la vida. Fue propuesta por Simon Nicholas Platts en 2005. Hasta ahora no ha sido probada, aunque en 2007 la sonda Cassini-Huygens encontró la presencia de iones negativos de tolinas en las regiones superiores de la atmósfera de Titán.
Distintos experimentos como el de Miller y Urey ponen en evidencia que se pueden construir de manera sencilla moléculas orgánicas primitivas, incluyendo los aminoácidos. La hipótesis del mundo de ARN tiene en cuenta que el ARN puede ser su propio catalizador (una ribozima).
Se sabe que los hidrocarburos aromáticos policíclicos son constituyentes del océano primordial. Los HAPs no son normalmente muy solubles en el agua de mar, pero cuando son sometidos a radiación ionizante como la luz solar ultravioleta, los átomos más externos de hidrógeno pueden eliminarse y reemplazarse por grupos hidroxilo, haciendo que éstos sean muchísimo más solubles en agua. 
Los HAP son anfifílicos, lo que significa que tienen tanto partes hidrofóbicas como hidrofílicas. Así pues cuando están en disolución, al igual que los lípidos, tienden a autoorganizarse en apilamientos, protegiendo sus partes hidrofóbicas en medios acuosos.
En estos apilamientos autoorganizados la separación entre anillos es de 0.34 nm. Esta es la misma separación que se encuentra en el ARN y ADN. Las moléculas más pequeñas se podrían unir por ellas mismas a los anillos de HAP. No obstante estos anillos, mientras se forman tienden a girar entre ellos, lo que genera una propensión a desplazar los compuestos unidos que pudieran colisionar con otros o con los que se encuentran en una posición o inferior. De ese modo esto estimula una unión preferente de moléculas planares como las nucleobases púricas y pirimidínicas. Estas nucleobases son igualmente anfifílicas y por ello tienden a alinearse en apilamientos similares. Esto termina creando un eficaz andamiaje para que se forme un esqueleto de ácido nucleico junto con las nucleobases. 
Un pequeño cambio en la acidez podría haber permitido entonces que las nucleobases se desligaran del apilamiento de HAP's original y formaran de esa manera moléculas como el ARN.

## Características

### Fijación de nucleobases a la estructura de HAP
En la pila de HAP autoordenada, la separación entre anillos adyacentes es de 0,34 nm. Esta es la misma separación que se encuentra entre los nucleótidos adyacentes de ARN y ADN. Las moléculas más pequeñas se unirán naturalmente a los anillos de HAP. Sin embargo, los anillos de HAP, mientras se forman, tienden a girar unos sobre otros, lo que tenderá a desalojar los compuestos adheridos que colisionarían con los adheridos a los de arriba y abajo. Por lo tanto, fomenta la unión preferencial de moléculas planas como las nucleobases de pirimidina y purina, los constituyentes clave (y portadores de información) del ARN y el ADN. Estas nucleobases son igualmente anfifílicas y, por lo tanto, también tienden a alinearse en pilas similares.

### Unión de la cadena oligomérica
De acuerdo con la hipótesis, una vez que las nucleobases se unen (a través de enlaces de hidrógeno) al andamio de HAP, la distancia entre bases seleccionaría moléculas "enlazadoras" de un tamaño específico, como pequeños oligómeros de formaldehído ( metanal ), también tomados del "sopa" prebiótica, que se unirá (a través de enlaces covalentes) a las nucleobases así como entre sí para agregar una estructura estructural flexible. 
Una posterior caída transitoria del pH ambiental (aumento de la acidez), por ejemplo como resultado de una descarga volcánica de gases ácidos como el dióxido de azufre o el dióxido de carbono, permitiría que las nucleobases se desprendan de su andamiaje de HAP, formando moléculas similares al ARN (con el esqueleto de formaldehído en lugar del esqueleto de ribosa-fosfato usado por el ARN "moderno", pero con el mismo tono de 0.34 nm).

### Formación de estructuras similares a las ribozimas
La hipótesis también especula que una vez que las cadenas simples similares al ARN se separan de las pilas de HAP, y después de que los niveles de pH ambiental se vuelven menos ácidos, tenderán a doblarse sobre sí mismos, con secuencias complementarias de nucleobases que se buscan preferentemente entre sí y forman enlaces de hidrógeno, creando estructuras similares a ARN estables, al menos parcialmente monocatenarias, similares a las ribozimas. Los oligómeros de formaldehído eventualmente serían reemplazados con moléculas de ribosa-fosfato más estables para el material de la cadena, lo que resultaría en un hito inicial para la hipótesis del mundo de ARN, que especula sobre desarrollos evolutivos adicionales a partir de este punto.